# Aszur-bani
Aszur-bani (akad. Aššur-bāni, tłum. „Aszur jest stwórcą”) – wysoki dostojnik pełniący urząd gubernatora Kalhu za rządów asyryjskiego króla Sargona II (722-705 p.n.e.); z asyryjskich list i kronik eponimów wiadomo, iż w 713 r. p.n.e. sprawował on również urząd eponima (limmu).